# Ayla Kabaca
Ayla Gülgün Backman Kabaca, född 26 mars 1978 i Täby, Stockholms län, är programledare i TV och radio, sångare och skådespelare. Hon är utbildad på musikallinjen vid Operahögskolan i Göteborg.

## Biografi
Ayla Kabaca var programledare på SVT för Bolibompa till och från mellan 2003 och 2016. Sommaren 2005 var hon även programledare för Sommarlov 05 i åtta veckor tillsammans med Björn Johansson Boklund och Hans-Christian Thulin. Dessutom har hon varit knattereporter i Barnjournalen och bevakade bland annat införandet av FN:s Barnkonvention 1990. Som sjuttonåring hade hon en roll i Bullens följetong Sexton. Kabaca blev nominerad till TV-priset Kristallen "Bästa kvinnliga programledare" 2007 och 2008 för sitt arbete med programmet Ramp på Utbildningsradion. 
Sedan 2006 är Ayla Kabaca verksam som allsångsledare för "Barnens allsång" på Skansen, vilket också innefattar turnéer i landet. Hon leder även "Dans kring granen" på Skansen sedan 2006.
2016 var hon Grammisnominerad i kategorin "Årets barnalbum" för skivan 12 sånger om månaderna som hon spelat in i samarbete med Norrköpings symfoniorkester.  
Ayla Kabaca är artist-in-residence på Konserthuset i Stockholm där hon uppträtt med en rad olika uppsättningar tillsammans med de Kungliga Filharmonikerna, främst genom kulturinsatser för barn.   
2017 tilldelades Kabaca ett antal priser för sina insatser för det svenska kulturlivet, inte minst för barn, unga och barn i behov av särskilt stöd. Författaren Gunilla Bergström tilldelade Kabaca Alfons-Bokalen med motiveringen: ”För strålande förmåga att leda och entusiasmera en stor barnpublik till medskapande i musik, lek och rörelser med egen kraft och glädje – utan pekpinnar och helt i Alfons anda – som ständigt bevisas i många medier och vid levande musikprogram”. Priset delades ut i samband med Gunilla Bergströms 75-årsdag, och tillika 45-årsjubileum för Alfons Åberg. Vidare valde Parkteaterns vänner att dela ut sitt stipendium till Kabaca år 2017, året då Parkteatern fyllde 100 år. Hon medverkade som huvudrollsinnehavare i jubileumsuppsättningen Stockholm! Staden som växer.

## Teater

### Roller
| År   | Roll                    | Produktion                                                                                  | Regi                                   | Teater                   |
| ---- | ----------------------- | ------------------------------------------------------------------------------------------- | -------------------------------------- | ------------------------ |
| 2000 |                         | First Class Lars Arrhed                                                                     | Lars Arrhed                            | Angereds teater          |
| 2001 |                         | Hair James Rado, Gerome Ragni och Galt MacDermot                                            | Alexa Ther                             | Göteborgs stadsteater    |
| 2002 | Constanze               | Mozart! Michael Kunze och Sylvester Levay                                                   | Ronny Danielsson                       | Wermland Opera           |
| 2005 | Linda                   | Blodsbröder Willy Russell                                                                   | Billy Nilsson                          | Wermland Opera           |
| 2013 | Mary Smith              | Kuta och kör Ray Cooney                                                                     | Billy Nilsson & Bengt Larsson Heppling | Västmanlands Teater      |
| 2017 | Medverkande             | Prata högre, Karin - En tryckfrihetsrevy Lotta Olsson och Georg Wadenius                    | Olle Törnqvist                         | Kulturhuset Stadsteatern |
| 2019 | Syster Maria de la tour | En värsting till syster Alan Menken, Glenn Slater, Cheri Steinkellner och Bill Steinkellner | Anders Albien                          | Chinateatern             |